# Adriana Biagiotti
Adriana Biagiotti (Prato, 19 luglio 1947) è un'ex ginnasta italiana.

## Biografia
Ha vinto quattro volte i  Campionati italiani assoluti di ginnastica artistica, nel 1963, 1965,  1966  e  1967.
Ha partecipato ai  Giochi della XIX Olimpiade  del  1968  a Città del Messico classificandosi al 58º posto nel concorso generale individuale e ai Campionati europei di ginnastica artistica del 1967, ad Amsterdam, ottenendo il 15º posto nella stessa specialità.